# Малкольм Спенс
Малкольм Емануель Огастес Спенс (англ. Malcolm Emanuel Augustus Spence; 2 січня 1936) — ямайський легкоатлет, бігун на короткі дистанції. Бронзовий призер літніх Олімпійських ігор.
Брат-близнюк ямайського легкоатлета-олімпійця Мелвілла Спенса.

## Життєпис
На літніх Олімпійських іграх 1956 року в Мельбурні (Австралія) та 1964 року в Токіо (Японія) виступав у складі збірної команди Ямайки.
На літніх Олімпійських іграх 1960 року в Римі (Італія) виступав за збірну команду Британської Вест-Індії. Виборов бронзову медаль в естафеті 4×400 метрів разом з Джимом Веддерберном, Кітом Гарднером  та Джорджом Керром.